# Rodný byt Bedřicha Smetany
Rodný byt Bedřicha Smetany v Litomyšli je pobočkou Regionálního muzea v Litomyšli. Nachází se v přízemních prostorách zámeckého pivovaru, kde se v roce 1824 Bedřich Smetana narodil. Interiérová expozice, zaměřená zejména na dětství a rodinný život skladatele, je doplněna hudebními ukázkami ze Smetanova díla, např. cyklu Má vlast.
Většina exponátů je zapůjčena Českým muzeem hudby v Praze.
Výstava je veřejnosti přístupná od dubna do října. 